# Заблоце (Глоговський повіт)
Заблоце (пол. Zabłocie) — село в Польщі, у гміні Жуковиці Глоговського повіту Нижньосілезького воєводства.
Населення — 111 осіб (2011).
У 1975-1998 роках село належало до Легницького воєводства.

## Демографія
Демографічна структура станом на 31 березня 2011 року:
|          | Загалом | Допрацездатний вік | Працездатний вік | Постпрацездатний вік |
| -------- | ------- | ------------------ | ---------------- | -------------------- |
| Чоловіки | 57      | 8                  | 45               | 4                    |
| Жінки    | 54      | 12                 | 30               | 12                   |
| Разом    | 111     | 20                 | 75               | 16                   |